# Rokomet na Poletnih olimpijskih igrah 1996
Rokomet na Poletnih olimpijskih igrah 1996. Tekmovanja so potekala za moške in ženske reprezentance.

## Dobitniki medalj
| Kategorija | Zlato | Srebro | Bron |
| Moški      | HrvaškaPatrik Ćavar Valner Franković Slavko Goluža Bruno Gudelj Vladimir Jelčić Božidar Jović Nenad Kljaić Venio Losert Valter Matošević Zoran Mikulić Alvaro Načinović Goran Perkovac Iztok Puc Zlatko Saračević Irfan Smajlagić Vladimir Šujster     | ŠvedskaMagnus Andersson Robert Andersson Per Carlén Martin Frändesjö Erik Hajas Robert Hedin Andreas Larsson Ola Lindgren Stefan Lövgren Mats Olsson Staffan Olsson Johan Petersson Tomas Svensson Tomas Sivertsson Pierre Thorsson Magnus Wislander | ŠpanijaTalant Dujšebajev Salvador Esquer Aitor Etxaburu Jesús Fernández Jaume Fort Mateo Garralda Raúl González Rafael Guijosa Fernando Hernández José Javier Hombrados Demetrio Lozano Jordi Núñez Jesús Olalla Juan Pérez Iñaki Urdangarin Alberto Urdiales |
| Ženske     | DanskaAnja Andersen Camilla Andersen Kristine Andersen Heidi Astrup Tina Bøttzau Marianne Florman Conny Hamann Anja Hansen Anette Hoffman Tonje Kjærgaard Janne Kolling Susanne Lauritsen Gitte Madsen Lene Rantala Gitte Sunesen Anne Dorthe Tanderup | Južna KorejaČo Eun-Hee Han Sun-Hee Hong Džeong-Ho Huh Soon-Joung Kim Čeong-Sim Kim Eun-Mi Kim Džeong-Mi Kim Mi-Sim Kim Rang Kvag Hje-Džeong Lee Sang-Eun Lim O-Kjeong Moon Hjang-Dža Oh Sung-Ok Oh Jong-Ran Park Džeong-Lim                          | MadžarskaÉva Erdős Andrea Farkas Beáta Hoffmann Anikó Kántor Erzsébet Kocsis Beatrix Kökény Eszter Mátéfi Auguszta Mátyás Anikó Meksz Anikó Nagy Helga Németh Ildikó Pádár Beáta Siti Anna Szántó Katalin Szilágyi Beatrix Tóth                               |

## Medalje po državah
| Poz    | Država       | Zlato | Srebro | Bron | Skupaj |
| 1      | Hrvaška      | 1     | 0      | 0    | 1      |
| 1      | Danska       | 1     | 0      | 0    | 1      |
| 3      | Švedska      | 0     | 1      | 0    | 1      |
| 3      | Južna Koreja | 0     | 1      | 0    | 1      |
| 5      | Španija      | 0     | 0      | 1    | 1      |
| 5      | Madžarska    | 0     | 0      | 1    | 1      |
| Skupaj | Skupaj       | 2     | 2      | 2    | 6      |